# Ісаков Олександр Володимирович
Олександр Володимирович Ісаков (нар. 17 жовтня 1989, Івано-Франківськ, УРСР) — український плавець, учасник Олімпійських ігор 2008 та 2012 року.

## Виступи на Олімпійських іграх
| Олімпіада   | Дисципліна         | Місце |
| ----------- | ------------------ | ----- |
| Пекін 2008  | 100 м на спині     | 38    |
| Пекін 2008  | 200 м на спині     | 39    |
| Пекін 2008  | 4x100 м комплексом | 15    |
| Лондон 2012 | 100 м на спині     | 35    |
| Лондон 2012 | 200 м на спині     | 30    |